# Masahiro Fukuda
Masahiro Fukuda (født 27. december 1966) er en japansk fodboldspiller.

## Japans fodboldlandshold
| Japans landshold | Japans landshold | Japans landshold |
| År               | Kmp              | Mål              |
| ---------------- | ---------------- | ---------------- |
| 1990             | 5                | 0                |
| 1991             | 2                | 0                |
| 1992             | 8                | 3                |
| 1993             | 15               | 3                |
| 1994             | 0                | 0                |
| 1995             | 15               | 3                |
| Total            | 45               | 9                |